# Felices 140
Felices 140 es una película española del año 2015 cuyo género es la comedia dramática. La dirección corrió a cargo de la directora Gracia Querejeta. El filme está protagonizado por Maribel Verdú, Antonio de la Torre y Eduard Fernández. La película se estrenó el 10 de abril de 2015. El rodaje se llevó a cabo en Tenerife.

## Sinopsis
Elia reúne a unos familiares y amigos en una casa rural por motivo de su aniversario y su 40 cumpleaños. Con lo que no cuentan los invitados es con la noticia que Elia tiene que comunicarles: ha sido la ganadora del bote del Euromillones de esa semana. 
Tras la noticia de que Elia era la ganadora de los 140 millones de euros del bote, los invitados comienzan a idear planes para quedarse con el dinero. 

## Reparto
- Maribel Verdú es Elia Martín.
- Antonio de la Torre es Juan.
- Eduard Fernández es Ramón Estebanez.
- Nora Navas es Martina Ruiz.
- Marian Álvarez es Catalina "Cati" Martín.
- Alex O'Dogherty es Polo.
- Ginés García Millán es Mario.
- Paula Cancio es Claudia Lieberman.
- Marcos Ruiz es Bruno Acosta.

## Premios y nominaciones
30ª edición de los Premios Goya
| Categoría               | Persona        | Resultado |
| ----------------------- | -------------- | --------- |
| Mejor actriz de reparto | Marian Álvarez | Nominada  |
| Mejor actriz de reparto | Nora Navas     | Nominada  |

Premios Turia 2015
| Categoría             | Persona               | Resultado |
| --------------------- | --------------------- | --------- |
| Premio Especial Turia | Premio Especial Turia | Ganadora  |

20º Festival de Cine Español de Toulouse 2015
| Categoría   | Persona                           | Resultado |
| ----------- | --------------------------------- | --------- |
| Mejor guion | Gracia Querejeta y Santos Mercero | Ganadores |